# Sandra Day O'Connor
Sandra Day O'Connor (anglès: Sandra Day O’Connor)  (El Paso, 26 de març de 1930 - Phoenix, 1 de desembre de 2023) fou una advocada, política i jurista estatunidenca que ocupà el càrrec de jutgessa associada del Tribunal Suprem dels Estats Units del 1981 al 2006, quan es jubilà. Fou la primera dona a formar-se part. Hom la considerava el vot decisiu de l'etapa Rehnquist i del principi de l'etapa Roberts.
Abans que fos elegida pel Tribunal Suprem havia estat jutgessa i càrrec electe a Arizona, sent la primera dona líder de la majoria d'un senat estatal com a republicana al Senat d'Arizona. Després de la seva nominació al Tribunal Suprem, O'Connor fou confirmada per unanimitat al Senat dels Estats Units. El 1r de juliol de 2005 anuncià la seva intenció de retirar-se quan es confirmés el seu successor. Samuel Alito fou nominat pel seu càrrec l'octubre de 2005 i s'uní al Tribunal el 31 de gener de 2006.
Com a republicana moderada, O'Connor tendia a abordar cada cas individualment sense buscar establir precedents generals. Sovint feia costat al bloc conservador i escrivia opinions concurrents que limitaven l'abast del que deia la de la majoria. Les seves opinions de la majoria en casos importants inclouen les de Grutter contra Bollinger i Hamdi contra Rumsfeld. També escriguí parcialment l'opinió de la majoria per curiam a Bush contra Gore i fou una dels tres coautors de l'opinió principal a Planned Parenthood contra Casey.
Durant la seva etapa al Tribunal, algunes publicacions la situaren entre les dones més poderoses del món. El 12 d'agost de 2009 rebé la medalla presidencial de la llibertat per part del president Barack Obama.

## Infantesa i formació
Sandra Day nasqué a El Paso (Texas), filla de Harry Alfred Day, un ranxer, i Ada Mae (Wilkey). Es crià en un ranxo de bestiar de 198.000 acres prop de Duncan (Arizona). El ranxo estava situat a 9 km de la carretera asfaltada més propera. La casa familiar no tenia aigua potable o electricitat fins que Sandra feu set anys. De jove tenia un fusell del calibre 22 i caçaven coiots i llebres. Començà a conduir tan bon punt pogué veure-hi per sobre del panell d'instruments del cotxe i hagué d'aprendre a canviar ella mateixa pneumàtics punxats. Tenia dos germans més petits, una germana i un germà, de vuit i deu anys menys, respectivament. La seva germana era Ann Day, que serví a la legislatura d'Arizona. Escriviria un llibre amb el seu germà, H. Alan Day, Lazy B: Growing up on a Cattle Ranch in the American West (2002), sobre les seves experiències al ranxo. Durant la major part de la seva escolarització, O'Connor visqué a El Paso amb la seva àvia materna i assistí a una escola privada per noies. El ranxo de bestiar de la família era massa allunyat de les escoles, encara que O'Connor hi podia tornar durant les vacances i l'estiu. O'Connor passà el vuitè any de l'ensenyament obligatori vivint al ranxo i agafant el bus a l'escola durant 32 milles. Es graduà sisena de la promoció a un institut d'El Paso el 1946.
Quan tenia setze anys, s'inscrigué a la Universitat Stanford.:25 Es graduà magna cum laude amb un Bachelor of Arts en economia el 1950. Continuà a Stanford Law School per un grau en dret el 1952. Allà treballà a Stanford Law Review amb l'editor en cap, el futur cap de la Justícia dels Estats Units William Rehnquist. El 1950, mentre els dos hi treballaven, Day i Rehnquist festejaren. Encara que la relació s'acabà abans que Rehnquist es gradués abans d'hora i es traslladés a Washington DC, li escriguí el 1951 per a proposar-li matrimoni.:37; 42 Day no acceptà la proposta de Rehnquist, una de les quatre que rebé mentre era estudiant a Stanford.:34 Day era de l'Orde de la Còfia, cosa que indica que es trobava al 10% millor de la seva promoció.:43

## Inicis de carrera i matrimoni
Durant el seu últim any a Stanford Law School, començà a festejar amb John Jay O'Connor III, que cursava un curs inferior al d'ella.:39–40 El 20 de desembre de 1952, sis mesos després de la seva graduació, es casà amb O'Connor al ranxo familiar.:50–51
Després de graduar-se de la facultat de dret, tingué dificultats per trobar feina com a advocada pel seu gènere. Trobà feina com a fiscal de comtat adjunta a San Mateo (Califòrnia), després que s'oferís a treballar-hi sense remuneració i sense tenir oficina pròpia, compartint-ne amb una secretària. Uns quants mesos després començà a cobrar un petit sou mentre feia recerca legal i escrivia informes.:52 Treballà amb el discal de districte del comtat de San Mateo Louis Dematteis i amb el fiscal de districte adjunt Keith Sorensen.
Quan reclutaren el seu marit, O'Connor decidí traslladar-se i anar amb ell a treballar a Alemanya com a advocada civil pels Quatermaster Corps, una de les tres branques logístiques de l'exèrcit dels Estats Units. Hi romangueren tres anys abans de tornar als Estats Units, on s'establiren al comtat de Maricopa (Arizona). Tingueren tres fills: Scott (1958), Brian (1960) i Jay (1962). Després de la mort de Brian, O'Connor deixà d'exercir el dret durant cinc anys.
Fou voluntària en diverses organitzacions polítiques, com ara els republicans joves del comtat de Maricopa, i participà en la campanya presidencial del senador per Arizona Barry M. Goldwater el 1964.
O'Connor fou assistent del fiscal general d'Arizona del 1965 al 1969. El 1969 el governador d'Arizona la nomenà per ocupar una vacant al Senat d'Arizona. Es presentà i guanyà les eleccions pel càrrec l'any següent. El 1973 es convertí en la primera dona a esdevenir líder de la majoria al Senat d'Arizona o de qualsevol estat dels Estats Units. Adquirí una reputació com a negociadora amb talent i com a moderada. Després de dos mandats complets, decidí deixar el Senat.
El 1974 fou elegida al Tribunal Suprem del comtat de Maricopa, on ocupà el càrrec del 1975 al 1979, any en què fou promoguda al Tribunal d'Apel·lacions del Senat d'Arizona. Treballà a la primera divisó del Tribunal d'Apel·lacions fins al 1981, quan fou nominada al Tribunal Suprem dels Estats Units pel president Ronald Reagan.

## Tribunal Suprem dels Estats Units

### Nominació i confirmació

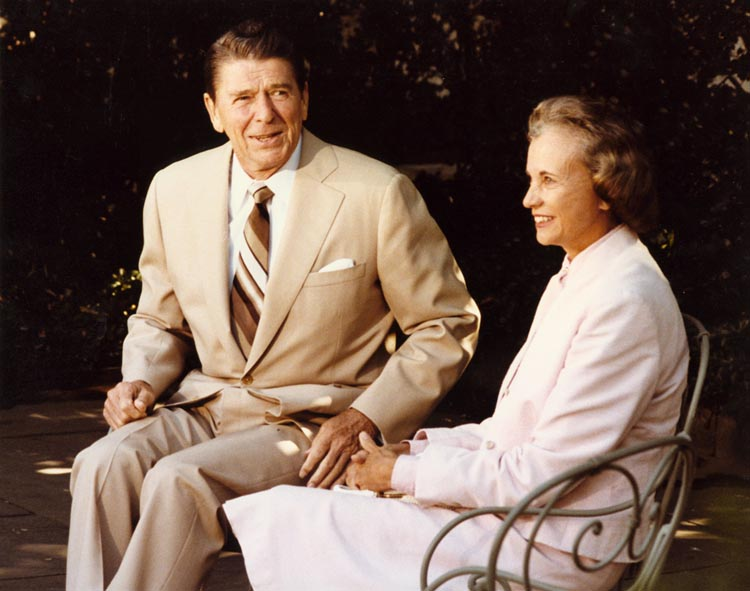
La nominada Sandra Day O'Connor parlant amb el president Ronald Reagan a l'exterior de la Casa Blanca, 15 de juliol de 1981.

El 7 de juliol de 1981, Ronald Reagan, que havia promès durant la campanya presidencial de 1980 nominar la primera dona al Tribunal Suprem dels Estats Units, anuncià que la nominaria com a jutgessa associada del Tribunal Suprem per substituir Potter Stewart. Fou notificada de la nominació del president Reagan el dia abans de l'anunci públic i no sabia que era finalista per la posició.
Reagan escriguí al seu diari el 8 de juliol de 1981: «He trucat la jutgessa O'Connor i li he dit que era la meva candidata al Tribunal Suprem. El bombardeig ja ha començat i ve dels meus propis seguidors. Els pro-vida diuen que és favorable a l'avortament. Ella declara que l'avortament li és personalment repugnant. Crec que serà una bona jutgessa». O'Connor li digué que no recordava si havia donat suport a anul·lar la llei d'Arizona que prohibia l'avortament. Tanmateix, havia emès un vot preliminar al Senat d'Arizona el 1970 a favor d'anul·lar l'estatut estatal que feia de l'avortament un delicte. El 1974 es posicionà contra una mesura per prohibit l'avortament en alguns hospitals d'Arizona. Grups religiosos i pro-vida s'oposaren a la seva nominació perquè sospitaven, correctament, que no revocaria Roe contra Wade. Alguns senadors republicans, incloent-hi Don Nickles d'Oklahoma, Steve Symms d'Idaho i Jesse Helms de Carolina del Nord, trucaren la Casa Blanca per expressar el seu discontentament per la nominació; Nickles digué que tant ell com «altres senadors republicans pro-família no donarien suport [a O'Connor]». Això no obstant, tots tres acabarien votant a favor de la nominació.
Reagan la nominà formalment el 19 d'agost de 1981.

El cap de la Justícia Warren Burger administrant-li el jurament en presència del seu marit John O'Connor.

Activistes conservadors com ara el reverend Jerry Falwell, Howard Phillips i Peter Gemma també es posicionaren contra la nominació. Gemma s'hi referí com «una contradicció directa del programa electoral republicà i de tot el que el candidat Reagan i fins i tot el president Reagan ha dit referent a assumptes socials». Gemma, el director executiu del comitè d'acció política pro-vida nacional, intentà retardar la confirmació d'O'Connor qüestionant-ne l'historial, incloent-hi el seu suport a l'esmena sobre la igual de drets.
L'audiència de confirmació davant del comitè de justícia del Senat començà el 9 de setembre de 1981. Fou la primera audiència de confirmació d'un jutge del Tribunal Suprem en ser televisada. Durà tres dies i se centrà majoritàriament en l'assumpte de l'avortament. Quan li preguntaren sobre la qüestió, O'Connor es negà a detallar les seves opinions sobre l'avortament i fou molt curosa en no oferir la impressió que donava suport al dret a l'avortament. El comitè de justícia aprovà O'Connor amb disset vots a favor i un vot present.
El 21 de setembre fou confirmada pel Senat dels Estats Units en un vot 99–0; el senador Max Baucus de Nevada estava absent i li envià una còpia de A River Runs Through It com a disculpa. Durant el seu primer any al Tribunal rebé més de 60.000 cartes del públic, més que cap altre jutge en la història.

### Mandat
O'Connor digué que sentia la responsabilitat de demostrar que les dones podien ser jutgesses. Es trobà algunes dificultats pràctiques, com ara la manca de lavabos femenins a prop de la sala de justícia.
Dos anys després que s'unís al Tribunal, The New York Times publicà un editorial que mencionava els «nou homes» de «SCOTUS» (sigles en anglès del Tribunal Suprem dels Estats Units). O'Connor hi respongué amb una carta a l'editor en què li recordava que el Tribunal ja no estava format per nou homes i es referí a ella mateixa com FWOTSC (sigles en anglès de primera dona al Tribunal Suprem dels Estats Units).
O'Connor promogué la companyonia entre els jutges del Tribunal, i sovint insistia que dinessin junts.
El 1993 Ruth Bader Ginsburg esdevingué la segona jutgessa dona del Tribunal Suprem. Digué que se sentí alleujada del brogit mediàtic quan deixà de ser l'única dona al Tribunal. El maig de 2010 previngué la nominada al Tribunal Suprem Elena Kagan del «desagrable» procés d'audiències de confirmació.

### Jurisprudència del Tribunal Suprem

#### Historial de vot i vots decisius

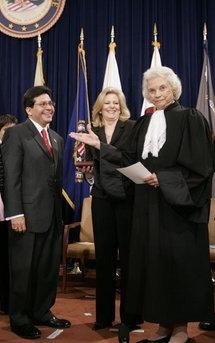
La jutgessa O'Connor presenta Alberto Gonzales al públic des
prés de fer-li jurar el càrrec de fiscal general dels Estats Units.

Inicialment, el seu historial de vot estava estretament alineat amb el del conservador William Rehnquist (hi votà el mateix en el 87% de les votacions els seus primers tres anys al Tribunal). Des d'aleshores fins al 1998, el seu alineament amb Rehnquist es movia entre el 93,4% i el 63,2% (superà el 90% aquells primers tres anys). En nou dels seus primers setze anys al Tribunal, O'Connor votà amb Rehnquist més que amb cap altre jutge.
Més endavant, a mesura que la composició del Tribunal esdevenia més conservadora (Anthony Kennedy substituí Lewis Powell i Clarence Thomas substituí Thurgood Marshall), O'Connor sovint acabava essent el vot decisiu del Tribunal. Tanmateix, acostumava a decebre l'ala més liberal del Tribunal en decisions 5–4 contencioses: de 1994 a 2004, votà amb el bloc conservador tradicional de Rehnquist, Antonin Scalia, Anthony Kennedy i Clarence Thomas 82 vegades; però s'uní al bloc liberal de John Paul Stevens, David Souter, Ruth Bader Ginsburg i Stephen Breyer només 28 vegades.
La seva relativament petita desviació dels conservadors del Tribunal sembla que podia haver estat almenys en part a les opinions de Thomas. Quan Thomas i O'Connor votaven el mateix, ella acostumava a escriure una opinió pròpia separada i es negava a unir-se a la de Thomas. A la sessió de 1992, O'Connor no s'uní en cap ni un dels dissentiments de Thomas.
Els casos notables en què O'Connor s'uní a la majoria en decisions 5-4 foren:
- McConnell contra FEC, 540 U.S. 93 (2003), que confirmà la constitucionalitat del projecte de llei de finançament de campanya McCain-Feingold, que regulava les contribucions de «diner tou», diners que no es donen directament a la campanya del candidat sinó a publicitat o a organitzacions properes però no controlades per la campanya.[60]
- Grutter contra Bollinger, 539 U.S. 306 (2003) i Gratz contra Bollinger, 539 U.S. 244 (2003), O'Connor escriguí l'opinió a Grutter i s'uní a la de la majoria a Gratz. En ambdós casos, s'esgrimia que el programa d'admissions universitàries de la Universitat de Michigan havia aplicat discriminació inversa, però es dictaminà que el tipus d'acció afirmativa més limitada de la University of Michigan Law School havia estat constitucional.
- Lockyer contra Andrade, 538 U.S. 63 (2003): O'Connor escriguí l'opinió de la majoria, amb la concurrència dels quatre jutges conservadors, que una sentència de 50 anys a de vida sense fiança per un furtar uns quants vídeocassets infantils sota la llei dels tres cops de Califòrnia no era un càstig cruel ni inusual sota la vuitena esmena perquè no hi havia cap llei «clarament establerta» a aquell efecte. Leandro Andrade, un veterà de l'exèrcit i pare de tres, podrà pagar una fiança el 2046, als 87 anys.
- Zelman contra Simmons-Harris, 536 U.S. 639 (2002), O'Connor s'uní a la majoria sostenint que l'ús de vals escolars (voucher) per escoles religioses no violava la clàusula d'establiment de la primera esmena.
- Estats Units contra Lopez, 514 U.S. 549 (1995): O'Connor s'uní a la majoria que establí la inconstitucionalitat de la llei de zones escolars lliures d'armes per anar més enllà dels poders del Congrés de l'clàusula de comerç.
- Bush contra Gore, 531 U.S. 98 (2000), O'Connor s'uní a quatre altres jutges el 12 de desembre de 2000 per dictaminar el cas Bush contra Gore que acabà amb les impugnacions dels resultats de les eleccions presidencials de 2000 (resolent que s'aturés el recompte electoral en curs a Florida i que no n'hi haguessin més). Aquest cas acabà amb les esperances de Gore d'esdevenir president. Alguns experts legals han argumentat que s'hauria d'haver recusat del cas, citant diverses informacions que s'havia trasbalsat quan els mitjans anunciaren inicialment que Gore havia guanyat Florida, amb el seu marit explicant que hauria d'esperar quatre anys més abans de retirar-se a Arizona.[61] O'Connor se sorprengué que la decisió fos controvertida.[62] Algunes persones de Washington DC deixaren d'encaixar-hi la mà després del dictamen i Arthur Miller s'hi encarà al Kennedy Center.[62]

O'Connor tingué un paper important en altres casos notables, com ara:
- Webster contra Reproductive Health Services, 492 U.S. 490 (1989): La decisió dictaminà la constitucionalitat les restriccions estatals als avortaments durant el segon trimestre d'embaràs que no eren necessaris per protegir la salut de la mare, contràriament als requisits trimestrals originals a Roe contra Wade. Encara que s'uní a la majoria, que també incloïa Rehnquist, Scalia, Kennedy i Byron White, en una opinió concurrent refusà explícitament revocar Roe.

El 22 de febrer de 2005, amb Rehnquist i Steves (que eren més veterans que ella) absents, esdevingué la jutgessa més veterana presidint la defensa oral del cas Kelo contra Ciutat de New London, la primera dona en fer-ho.

#### Primera esmena
Era inpredictible en moltes de les decisions del Tribunal, en particular aquelles relacionades amb la clàusula d'establiment de la primera esmena. Obviant l'ideologia, decidia cas per cas i votava després de reflexions prudents d'una manera que creia que beneficiava els drets individuals i la Constitució (que veia com «un document sempre canviant en progrés»). Barry Lynn, director executiu d'Americans United for Separation of Church and State, digué que «O'Connor era una conservadora però veia la complexitat dels assumptes d'Església i Estat i intentà triar un camí que respectés la diversitat religiosa del país». O'Connor votà a favor de les institucions religioses,
 com ara a Zelman contra Simmons-Harris, Mitchell contra Helms i Rosenberger contra Universitat de Virgínia. En canvi, a Lee contra Weisman formà part de la majoria en declarar que les pregàries religioses i la pressió de posar-se dempeus en silenci a la cerimònia de graduació com a part d'un acte religiós que coersionava la gent a donar suport o participar en una religió estava estrictament prohibit per la clàusula d'establiment. Això és consistent amb un cas similar, Districte Escolar Independent de Santa Fe contra Doe, sobre les pregàries en un partit escolar de futbol, en què O'Connor s'uní a la majoria dictaminant que les pregàries als partits de futbol escolars violaven la clàusula d'establiment. O'Connor fou la primera jutgessa en articular l'estàndard no endorsement (no donar suport) per la clàusula d'establiment. A Lynch contra Donnelly, O'Connor signà amb una majoria de cinc jutges l'opinió de la majoria mantenint que una escena de la nativitat en una exhibició nadalenca pública no violava la primera esmena. Publicà una concurrència en aquest cas, opinant que el pessebre no violava la clàusula d'establiment perquè no expressa suport o desaprovació de cap religió.

#### Quarta esmena
Segons el professor de dret Jeffrey Rosen, «O'Connor era una oponent eloqüent de les cerques de grup intrusives que amenaçaven la privadesa sense augmentar la seguretat. En una opinió de 1983 mantenint les cerques amb gossos ensumadors de drogues, reconegué que la cerca és probablement considerada raonablement constitucional si és molt efectiva en descobrir el contraband sense revel·lar informació innocent però vergonyosa». El professor de dret de Washington College of Law Andrew Taslitz, referint-se a un dissentiment seu en un cas de 2001, digué de la seva jurisprudència en la quarta esmena: «O'Connor reconeix que la humiliació innecessària d'un individu és un factor important per determinar la racionalitat de la quarta esmena». En una ocasió, O'Connor cità la teoria del contracte social de John Locke com a influent en les seves opinions de la racionalitat i constitucionalitat de l'acció governamental.

### Altres activitats
El 2003 escriguí un llibre titulat The Majesty of the Law: Reflections of a Supreme Court Justice (ISBN 0-375-50925-9). El 2005 escriguí un llibre infantil, Chico, dit així pel seu cavall preferit, que ofereix una descripció autobiogràfica de la seva infantesa.

## Jubilació
El 12 de desembre de 2000, The Wall Street Journal informà que O'Connor era reticent a retirar-se amb un demòcrata a la presidència: «En una festa la nit electoral a Washington DC a casa de Mary Ann Stoessel, la vídua de l'ex-ambaixador Walter Stoessel, el marit de la jutgessa, John O'Connor, mencionà a altra gent el seu desig de dimitir, segons tres testimonis. Però el Sr. O'Connor digué que la seva esposa seria reticent a retirar-se amb un demòcrata a la Casa Blanca que escollís el seu successor. La jutgessa O'Connor declinà fer cap comentari».

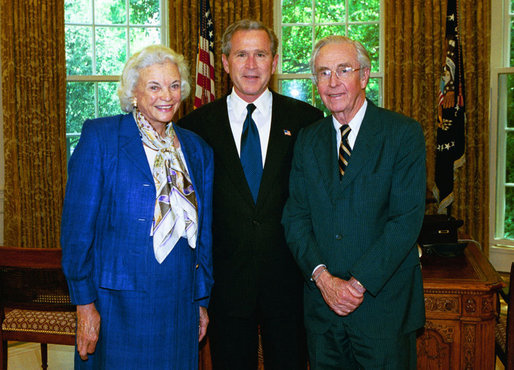
O'Connor i el seu marit John O'Connor amb el president George W. Bush el maig de 2004.

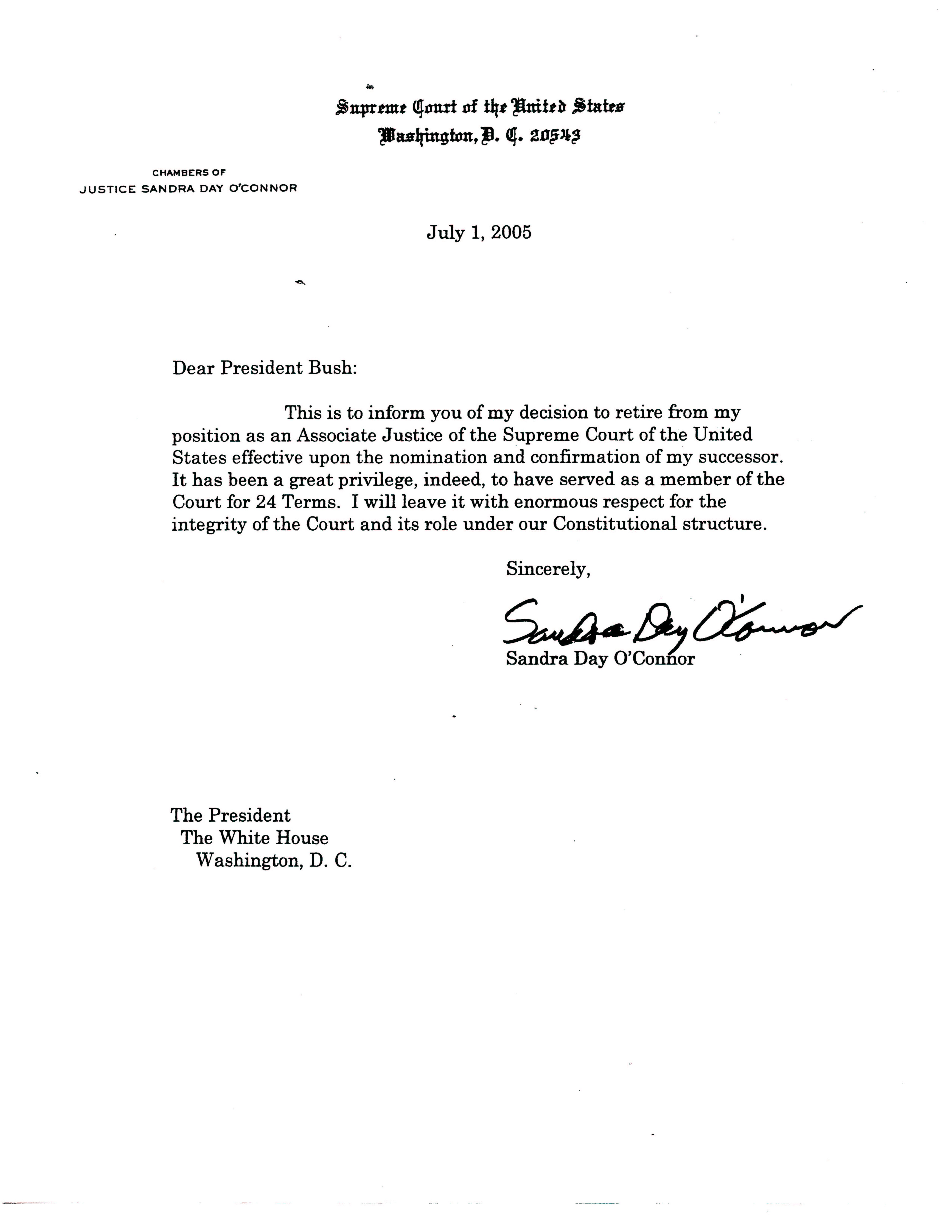
La carta d'O'Connor al president Bush en què li comunica que es jubila, datada el 1r de juliol de 2005.

El 2005 la composició del Tribunal havia romàs inalterada durant onze anys, el segon període més llarg en la història dels Estats Units sense cap canvi. S'esperava que Rehnquist fos el primer jutge a retirar-se durant el mandat de Bush a causa de la seva edat avançada i del càncer que tenia, encara que també corrien rumors de la possible jubilació d'O'Connor. Abans de prendre la decisió de dimitir, O'Connor consultà a Rehnquist quins plans tenia per evitar dues jubilacions alhora.
El 1r de juliol de 2005, O'Connor anuncià la seva intenció de retirar-se. En una carta dirigida al president Bush, afirmà que la seva jubilació del servei actiu es faria efectiva després de la confirmació del seu successor. La carta no donava cap raó per la seva jubilació; tanmateix, una portaveu del Tribunal Suprem confirmà que O'Connor estava passant temps amb el seu marit, que patia la malaltia d'Alzheimer. Tenia un bon estat de salut quan es jubilà, una excepció a la pràctica comuna entre els jutges de servir fins a la mort o fins a quedar gairebé incapacitats.
El 19 de juliol Bush nominà el jutge del Tribunal d'Apel·lacions pel Districte de Colúmbia John Roberts per succeir-la. O'Connor se n'assabentà per la ràdio del cotxe mentre tornava d'un viatge de pesca. Considerà que era un candidat excel·lent i altament qualificat—havia argumentat en nombrosos casos davant el Tribunal durant el seu mandat. Tanmateix, la decebé que no la substituís una dona.
O'Connor esperava deixar el Tribunal abans que el següent mandat comencés el 3 d'octubre de 2005. Tanmateix, Rehnquist morí el 3 de setembre, cosa que creà una vacant immediata al Tribunal. Al cap de dos dies, el president Bush retirà Roberts com a nominat per substituir-la i el nominà per la vacant de cap de la Justícia. O'Connor acceptà quedar-se al Tribunal fins que el seu substitut fos nominat i confirmat. Pronuncià unes paraules al funeral del difunt cap de la Justícia. El 3 d'octubre, el president Bush nominà la consellera jurídica de la Casa Blanca Harriet Miers per substituir-la. Després de moltes crítiques i controvèrsies al voltant de la seva nominació, Miers demanà al president que retirés la seva nominació. Bush acceptà i tornà a buscar un altre candidat.
Els retards continuats per confirmar la seva successora allargaren el seu temps al Tribunal. Continuà escoltant les defenses orals dels casos, incloent casos sobre assumptes controvertits com ara el suïcidi assistit per metges i l'avortament. La seva última opinió, Ayotte contra Planned Parenthood de Nova Anglaterra, escrita unànimament, fou una decisió procedimental que involucrava un desafiament a la llei d'avortament de Nou Hampshire.
El 31 d'octubre el president Bush nominà el jutge del Tribunal d'Apel·lacions pel tercer districte Samuel Alito per substituir-la; Alito fou confirmat i prengué possessió el 31 de gener de 2006. Després de jubilar-se, continuà examinant casos i dictant sentències a tribunals d'apel·lacions federals d'arreu del país, fent de jutge suplent quan, per vacances o vacants, no hi havia tres jutges al jurat.

## Vida personal
Després de la seva nominació al Tribunal Suprem dels Estats Units, es traslladà amb el seu marit a l'àrea de Kalorama de Washington DC. Els O'Connors esdevingueren actius en l'escena social de Washington DC. Jugava a tennis i a golf al seu temps lliure. Estava batejada per l'Església Episcopal.
Superà un càncer de mama després de rebre'n tractament el 1988 (també se li extirpà l'apèndix aquell any). El 1988 mateix, John O'Connor abandonà el seu bufet de Washington DC Miller & Chevalier per un bufet que requeria que dividís el seu temps entre Washington DC i Phoenix (Arizona).
El seu marit patí alzhèimer durant gairebé vint anys, fins a la seva mort el 2009, i O'Connor esdevingué involucrada en augmentar la conscienciació de la malaltia. Després de retirar-se del Tribunal Suprem, es traslladà a Phoenix (Arizona).
Al voltant de 2013, els amics i companys d'O'Connor notaren que s'estava tornant més oblidadissa i menys xerradora.:399–400 El 2017, problemes a l'esquena feren que quedés confinada en una cadira de rodes i es traslladà a un centre de vida assistida.:401 L'octubre de 2018 anuncià la seva retirada efectiva de la vida pública després de fer públic que havia sigut diagnosticada en les etapes inicials d'una demència.